# Geraki (Evrotas)
Geraki (griechisch Γεράκι (n. sg.)) ist ein Dorf auf der griechischen Halbinsel Peloponnes. Zusammen mit Velota (Βελωτά, 8 Einwohner) bildet
es eine Ortsgemeinschaft im Gemeindebezirk Geronthres der Gemeinde Evrotas in der griechischen Region Peloponnes.

## Geographie
Mit 103,728 km² ist Geraki die flächengrößte Ortsgemeinschaft der Gemeinde Evrotas. Sie liegt im Gemeindebezirk Geronthres im Norden der Gemeinde. Benachbarte Ortschaften sind im Norden Kallithea sowie Kosmas und Vlisidia der Gemeinde Notia Kynouria, im Osten Karitsa und Alepochori, im Süden Vlachiotis und Myrtia sowie im Westen Grammousa, Vrontamas und die Ortschaft Agii Anargyri der Gemeinde Therapnes.
Das Dorf Geraki liegt an den südlichen Ausläufern des Parnon-Gebirges am Ostrand einer fruchtbaren Ebene, 42 km südöstlich von Sparta und etwa 20 km nördlich der Mündung des Evrotas in den Lakonischen Golf.

## Geschichte

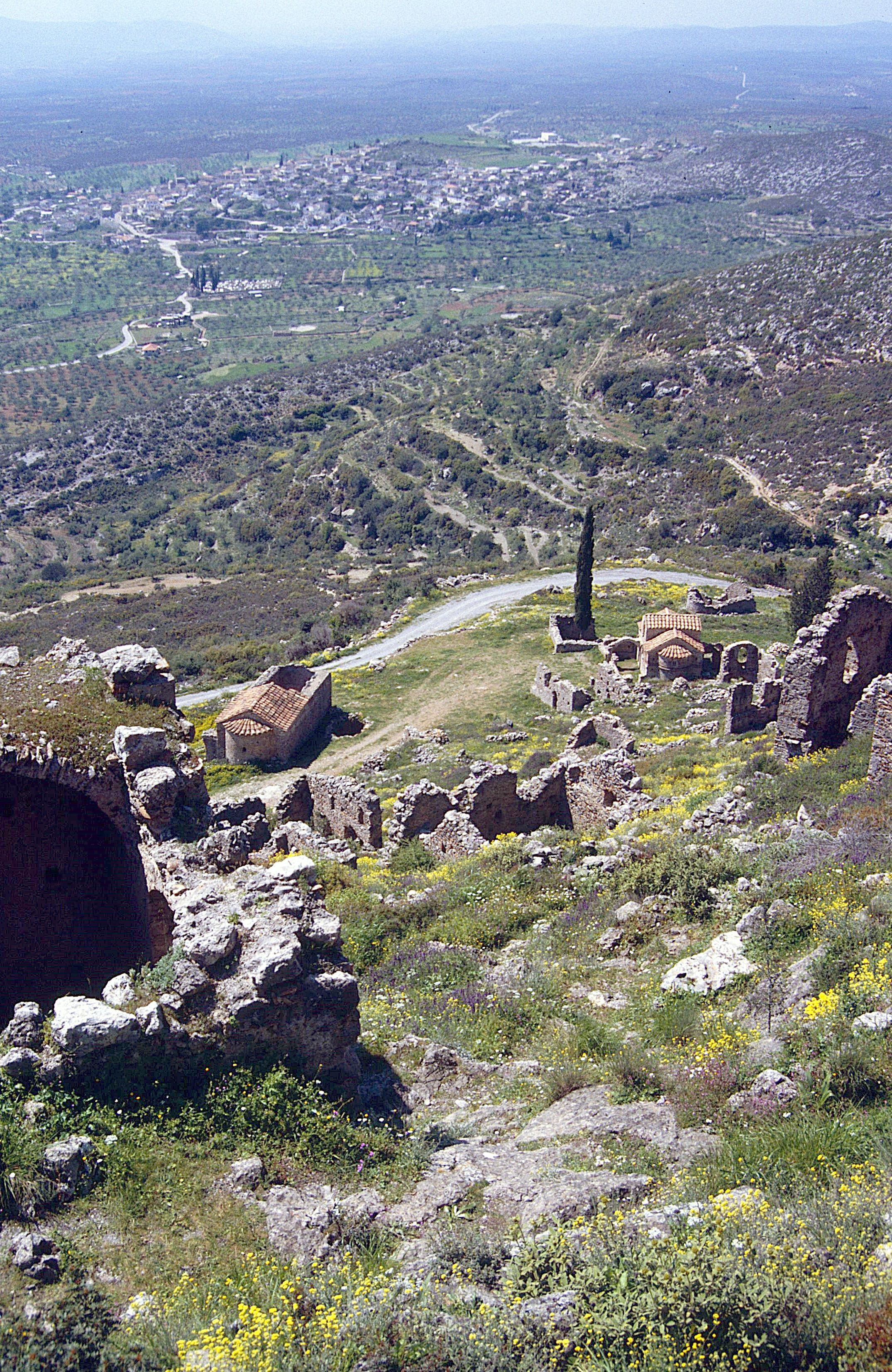
Dorf Geraki (hinten) und Alt-Geraki (vorn)

Das Gebiet ist seit 6000 Jahren besiedelt, auf der Spitze des Hügels beim Dorf wurden neolithische und bronzezeitliche Funde gemacht. Am Hügel sind pelasgische Mauerreste von 1100 v. Chr. noch gut erhalten. Die Siedlung hieß in der Antike Geronthrai und gehörte zu den spartanischen Periöken-Städten. Zu Ehren des Kriegsgottes wurde jedes Jahr ein Fest abgehalten. Später, zur Zeit des Pausanias (2. Jahrhundert nach Christus) war die Siedlung Teil der sogenannten eleutherolakonischen Städte. In byzantinischer Zeit hieß Geraki Hierakion und schwang sich im 12. Jahrhundert zu beachtlicher Blüte auf. Nachdem im Jahre 1204 die Franken in den Peloponnes eingefallen waren, wurde Geraki Sitz einer Baronie unter Guy de Nivelet, der südöstlich der Stadt (und des heutigen Dorfes) auf einem Felsrücken eine Festung erbaute. Darunter entwickelte sich eine neue Stadt. Nach der Schlacht bei Pelagonia mussten die Franken (um 1260) Geraki an die Byzantiner zurückgeben, die Stadt wurde Sitz eines Bischofs und erst in spätbyzantinischer Zeit von Mystras in ihrer Bedeutung überflügelt. Wie das übrige Lakonien wurde Geraki im Jahre 1460 türkisch und verlor immer mehr an Bedeutung.

## Byzantinische Kirchen des Dorfes

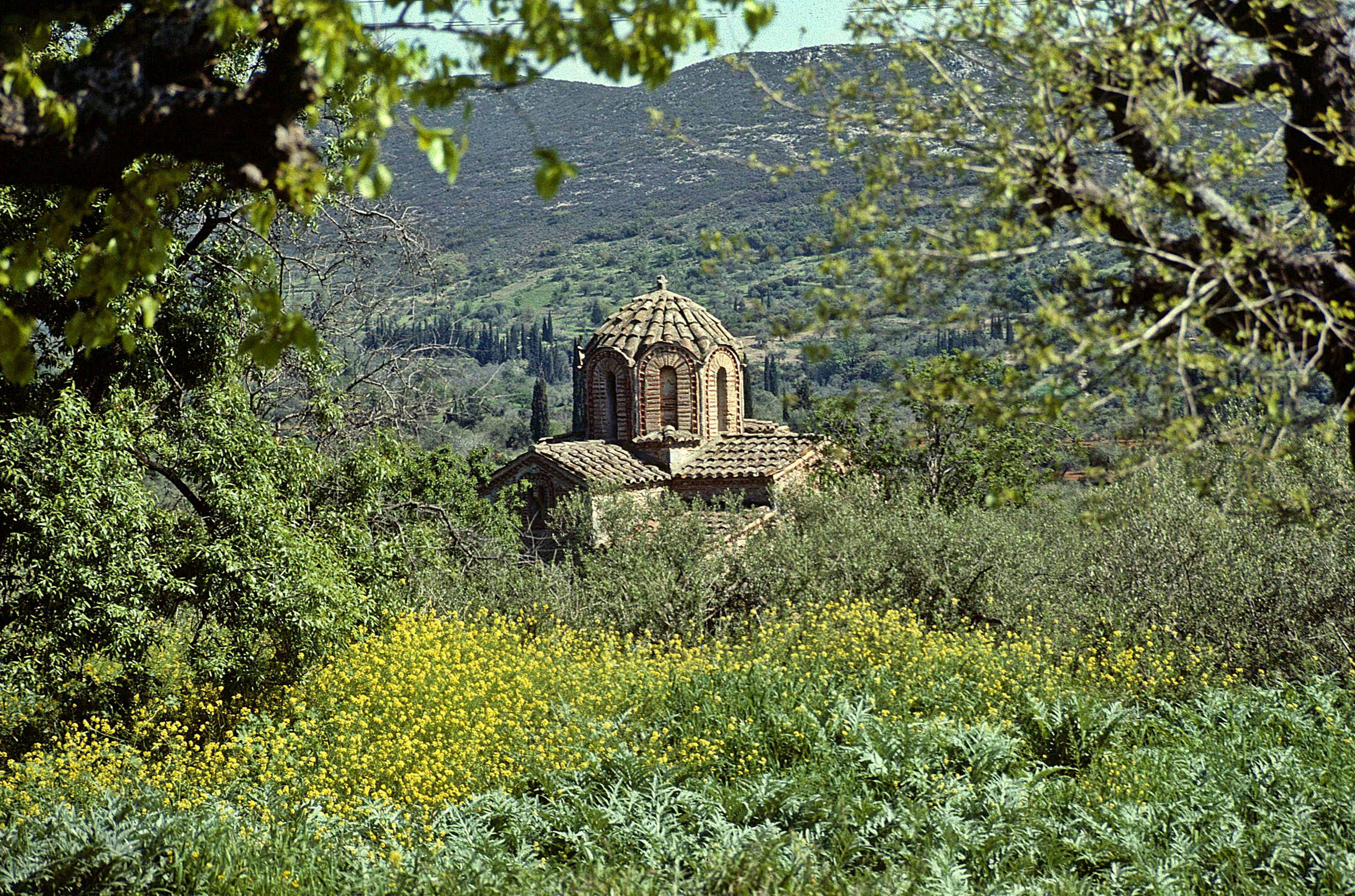
Agios Sozon

- Agios Sozon ist eine Kreuzkuppelkirche vom Ende des 12. bis Anfang des 13. Jahrhunderts. In die Außenwände sind Spolien aus dem antiken Geronthrai eingefügt. Im Inneren sind Fresken teilweise erhalten, zum Beispiel in der Konche der Apsis eine Panagia, darunter das Abendmahl Jesu.
- Agios Nikolaos ist eine zweischiffige Kirche vom Ende des 13. Jahrhunderts. Nur das (wahrscheinlich ältere) Nordschiff hat eine Apsis und im Inneren drei Blendbögen-Nischen. Die Fresken im Inneren zeigen unter anderem links neben der Tür den Erzengel Gabriel, in der ersten Nische links den Heiligen Dimitrios, der den Drachen tötet und in der Laibung der letzten Nische den Ortsheiligen von Sparta, Agios Nikon. An der Rückseite der gemauerten Ikonostase findet man eine hervorragende Darstellung der Maria von Ägypten (sie empfängt gerade vom Mönch Sosimus die Kommunion), die der Malschule von Konstantinopel zugeschrieben wird.
- Agios Ioannis Chrysostomos entstand während der Bauzeit der fränkischen Stadt im 13. Jahrhundert. Die kleine, einschiffige Kirche ist aus Bruchsteinen und Spolien erbaut. Die Fresken im Inneren stellen in der Apsiskonche die „Panagia Platytera“ (die Muttergottes als Symbol der Inkarnation) dar, im Gewölbe davor die Himmelfahrt Christi. Im übrigen Gewölbe finden sich Gemälde aus dem Leben Christi und der Maria, gegenüber dem Eingang die Heiligen Dimitrios, Georgios und Nikon, an der Westwand die „Kreuzigung“. Die Türpfosten enthalten eine Inschrift mit dem Höchstpreisedikt des römischen Kaisers Diokletian aus dem Jahre 301: Sie sollte mit Hilfe der Höchstpreis-Festsetzung den Preisverfall im römischen Reich aufhalten.
- Am Ortsrand steht die älteste Kirche von Geraki, die Kirche der Panagia Evangelistria aus der Mitte des 12. Jahrhunderts. Auch bei ihrem Bau wurden Spolien verwendet, zum Beispiel lässt sich an der Südwand eine Triglyphenplatte erkennen. Der Tambour ist außen mit Ziegelbögen geschmückt. Die besonders schönen, aber nur noch teilweise erhaltenen Fresken vom Ende des 12. Jahrhunderts hat wohl ein Künstler aus Konstantinopel geschaffen. In der Kuppel ist der von Engeln umgebene Pantokrator über Propheten zu sehen, in den Pendentifs noch zwei Evangelisten. An der Nordwand ist die Höllenfahrt Christi, an der Westwand die „Kreuzigung“ erkennbar. Die Eingangsseite ziert „Christi Geburt“ und „Einzug in Jerusalem“. Links und rechts der Ikonostase befinden sich die Heiligen Sozon und Panteleimon, auf ihrer Rückseite weitere Heilige.
- Die größte Kirche von Geraki ist Agios Athanasios, eine Kreuzkuppelkirche aus dem 13. Jahrhundert. Während die Südseite repräsentativ wirkt, ist die Nordseite schlicht gestaltet. In der Apsiskonche ist die „Panagia“ erhalten, darunter „Melismos“, eine Darstellung Christi als nackter Säugling auf dem Altar. Im Naos sieht man links „Maria im Tempel“, gegenüber das „Abendmahl“ (wobei sich Judas über den Tisch lehnt und nach dem Fisch greift). Die Nordwand zeigt Agios Georgios und Erzengel Michael, darüber dessen Kampf mit dem Drachen.

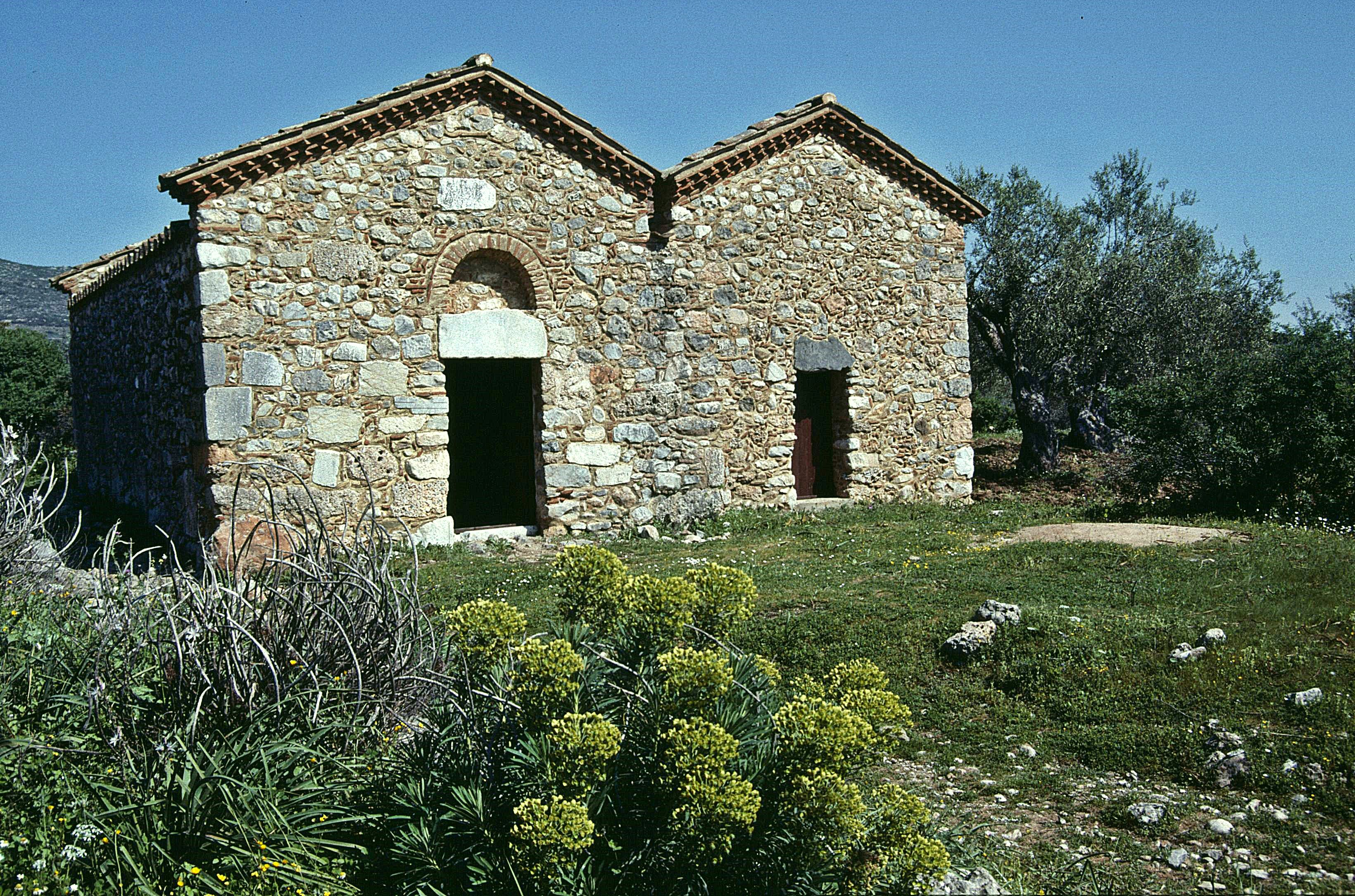
Agios Nikolaos
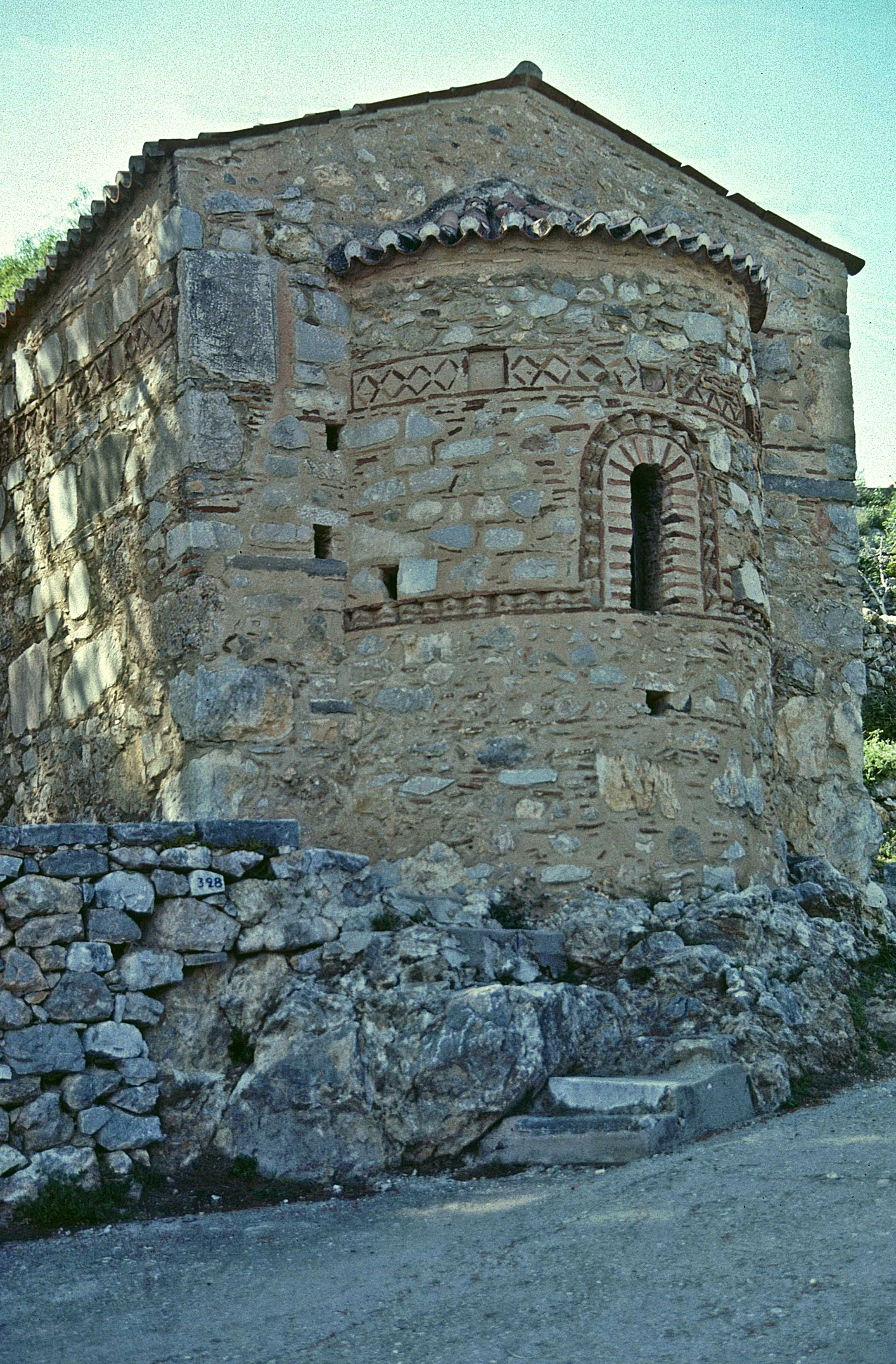
Agios Ioannis Chrysosthomos
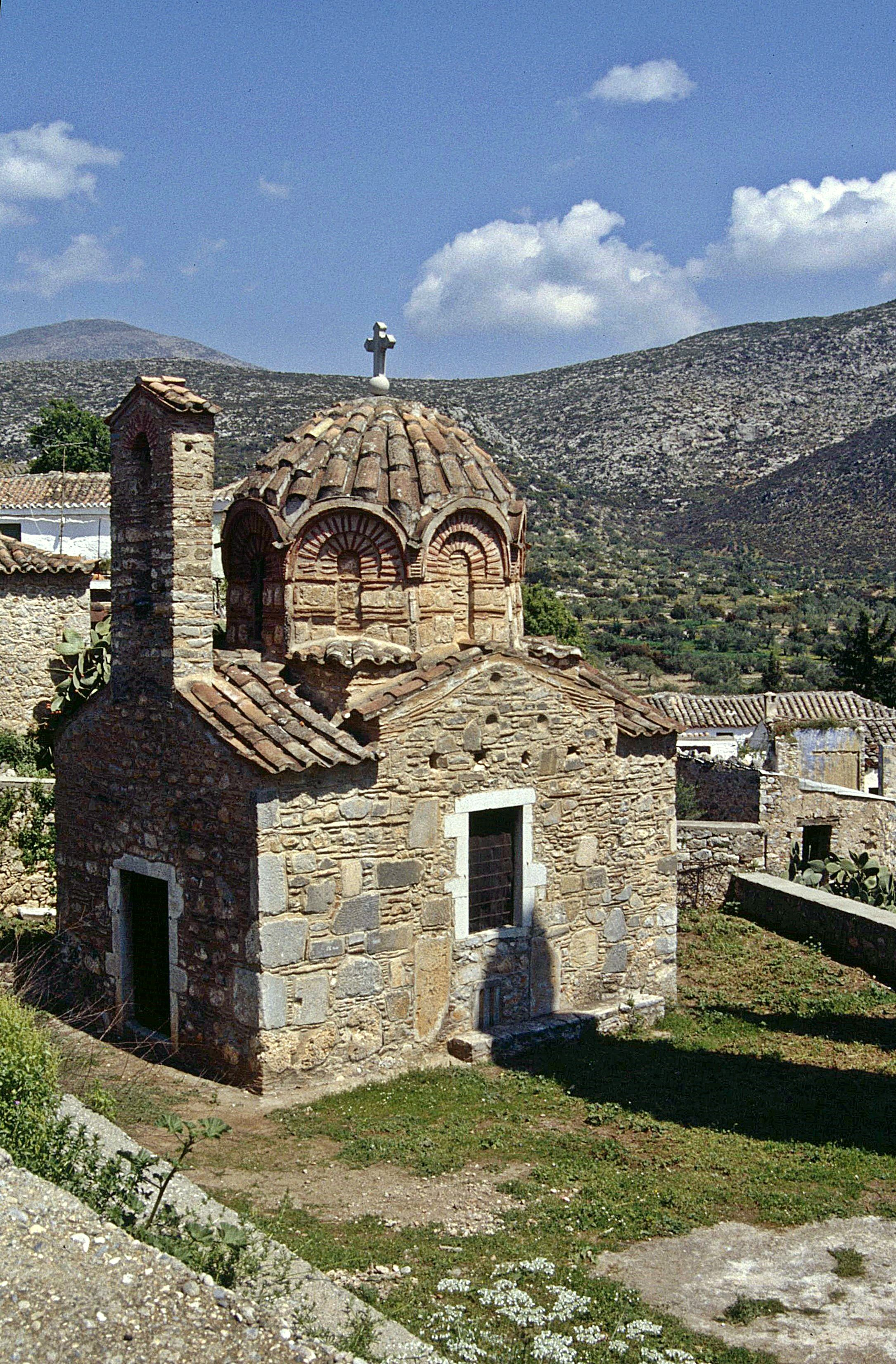
Agia Panagia Evangelistria
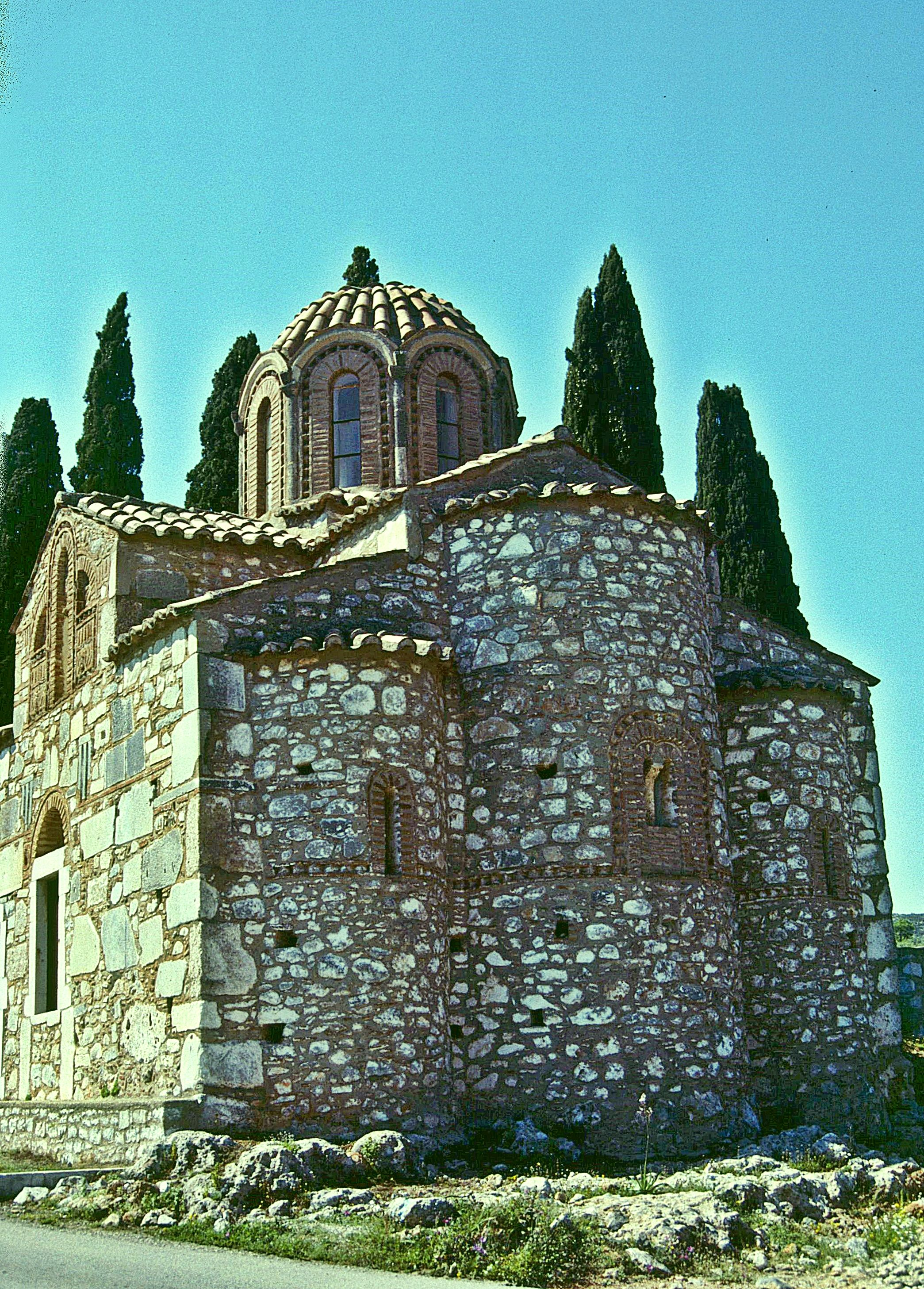
Agios Athanasios

## Fränkische Stadt und Festung

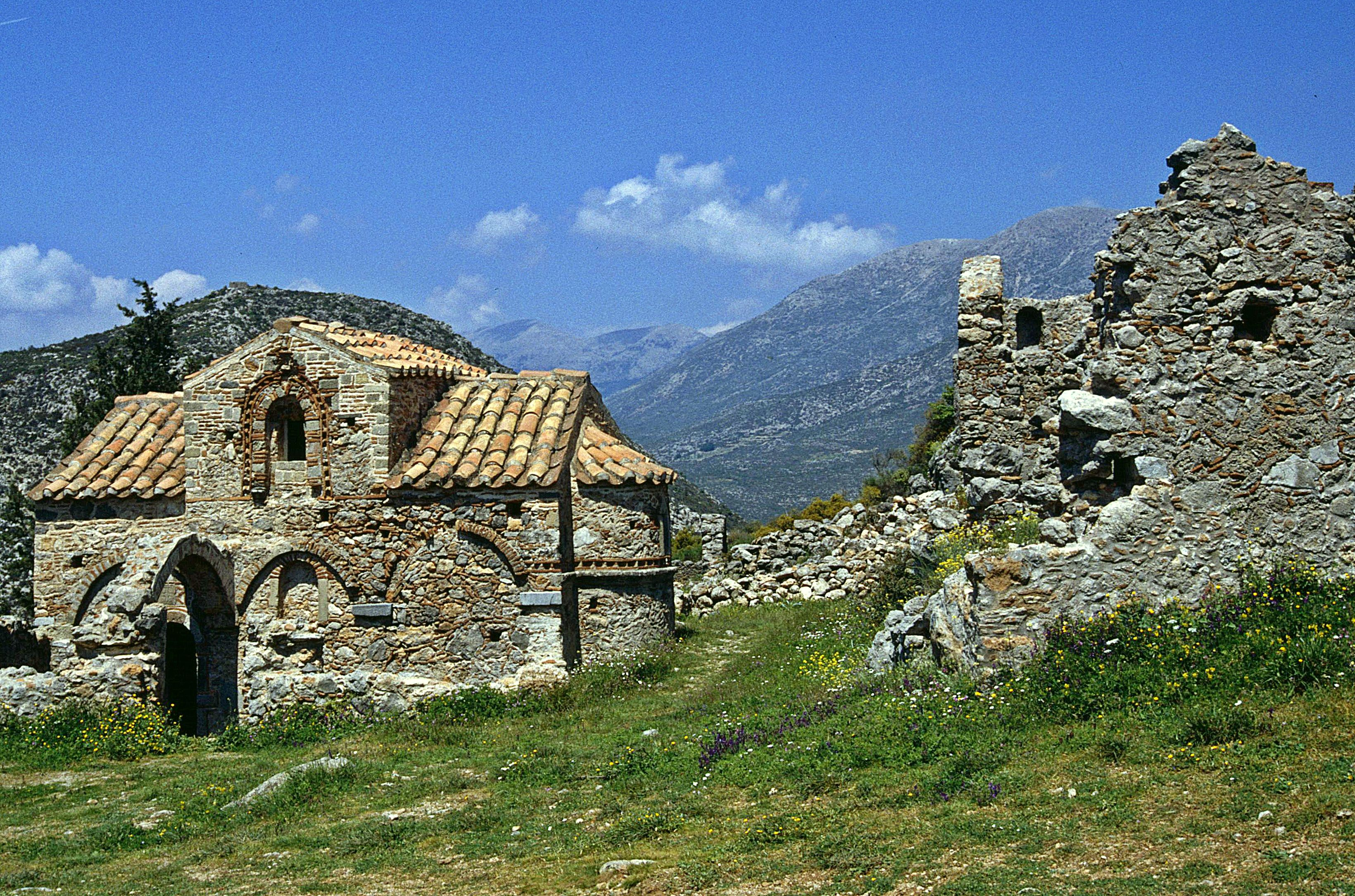
Agia Paraskevi

Von der Straße aufsteigend passiert man zuerst die einschiffige Agia-Paraskevi-Kirche, das tonnengewölbte Querschiff hatte früher im Süden einen Narthex, im Norden eine Seitenkapelle. Im Inneren ist der Ikonostase ein Bogen vorgesetzt, der unter anderem mit typisch fränkischen Tiermedaillons verziert ist. In der Apsiskonche ist die „Panagia“ dargestellt, darunter vier Hierarchen. Weitere Fresken finden sich im Nord- und Südgewölbe (Szenen aus dem Leben Christi). An der Westwand ist der Kirchenstifter mit seiner Familie und dem Kirchenmodell abgebildet.
Weiter oben steht die nur aus einem Raum bestehende Kirche Zoodochos Pigi, die aber sehr schöne Fresken aus dem späten 15. Jahrhundert enthält.

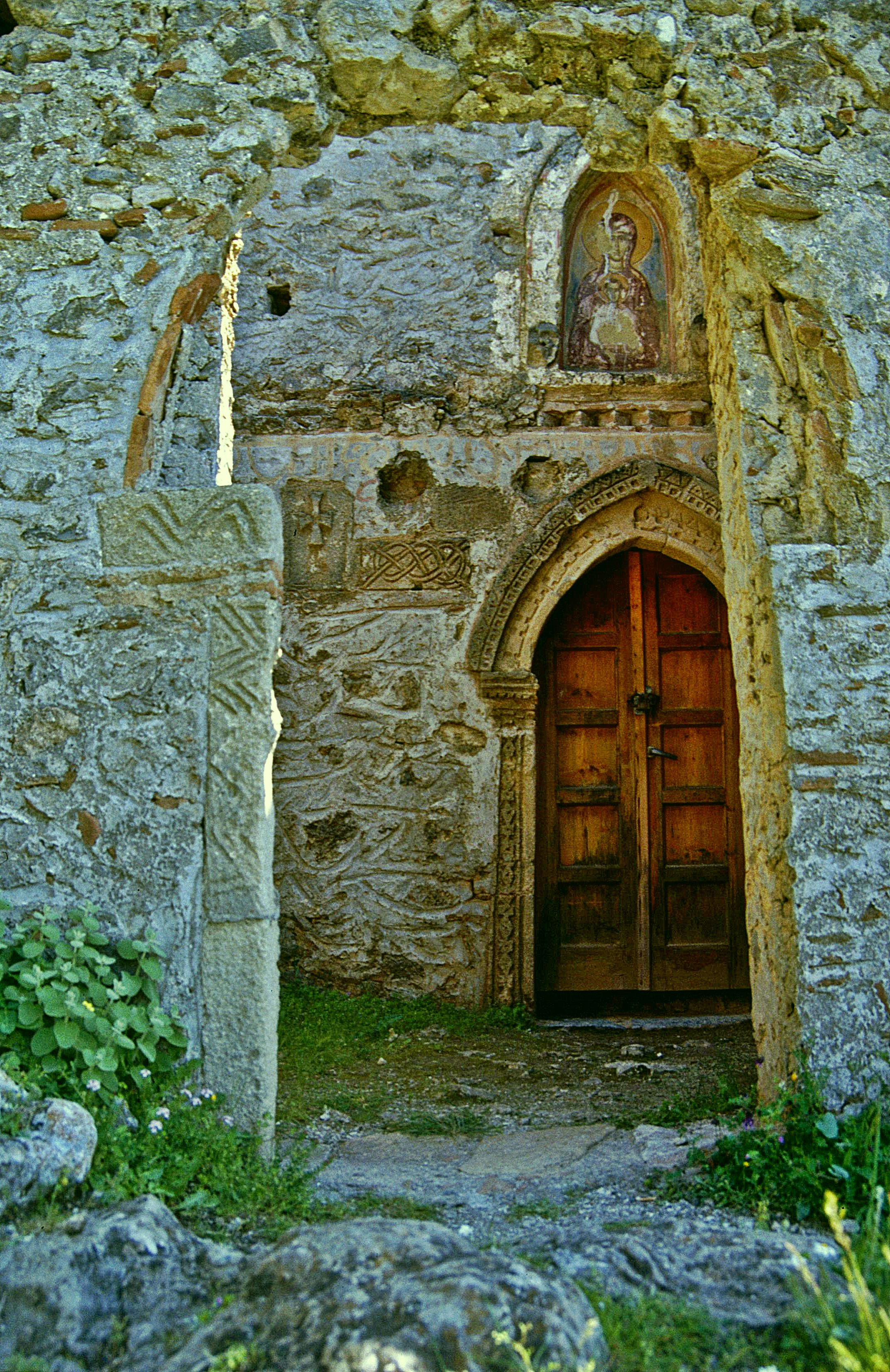
Kirche Zoodochos Pigi

Der Mauerring der Burg ist gegen Süden dick und mit zwei Türmen bewehrt, von denen einer halb zerstört ist. Im Nordosten ist die Mauer noch von Zinnen gekrönt, an der Innenseite verläuft ein Wehrgang. Dort liegt auch eine Zisterne. Im Inneren der Burg steht die einstige Bischofskirche Agios Georgios aus dem 13. Jahrhundert. Sie bestand ursprünglich aus zwei Schiffen, erst im 14. Jahrhundert wurde im Süden ein weiteres Schiff zugefügt und der Narthex gebaut. Im Innern steht links an der Nordwand ein ungewöhnlicher und reich dekorierter Baldachin: „Der Halbmond“ mit Sternen deutet auf den Islam, eine „Lilie“ auf Frankreich hin. Von den Fresken ist die von Erzengeln flankierte „Panagia Platytera“ in der Apsiskonche hervorzuheben.